# Les Tuniques rouges
Pour plus de détails, voir Fiche technique et Distribution.
Les Tuniques rouges (Fort Vengeance) est un film américain réalisé par Lesley Selander, sorti en 1953.

## Fiche technique
- Titre original : Fort Vengeance
- Titre français : Les Tuniques rouges
- Réalisation : Lesley Selander
- Scénario : Daniel B. Ullman
- Direction artistique : Dave Milton (en)
- Photographie : Harry Neumann
- Montage : Walter Hannemann (en)
- Musique : Paul Dunlap
- Pays de production : États-Unis
- Format : Couleurs - 1,37:1
- Genre : western
- Durée : 75 minutes
- Date de sortie : 1953

## Distribution
- James Craig : Dick Ross
- Rita Moreno : Bridget Fitzgibbon
- Keith Larsen : Carey Ross
- Reginald Denny : Inspecteur Trevett
- Charles Irwin : Sergent Saxon
- Morris Ankrum : Chef Crowfoot
- Guy Kingsford (en) : Sergent MacRea
- Michael Granger : Sitting Bull
- Patrick Whyte : Sergent Harrington
- Paul Marion (en) : Eagle Heart
- Emory Parnell : Patrick Fitzgibbon